# Santo Ángel Tutelar de la Villa de Ayora

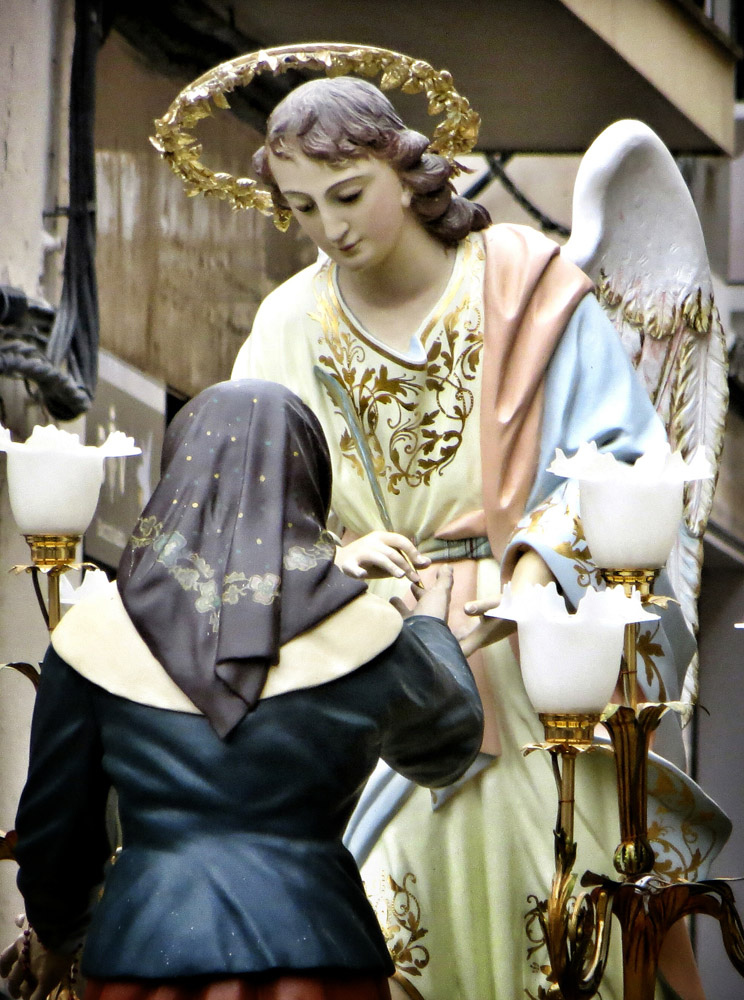
Santo Ángel de la Villa de Ayora.

La festividad del Santo Ángel de la Villa de Ayora está basada en un hecho milagroso que ocurrió en Ayora en el año (1392). Esta festividad local se celebra cada segundo lunes de enero, siendo una de las tradiciones más queridas y con mayor devoción de Ayora.
Esta festividad es seña de identidad de la Villa de Ayora y fue recogido el suceso por Miguel Molsós, vicario general de la diócesis de Valencia y datario papal de Benedicto XIII, deán de la entonces Colegiata de Orihuela, auditor de la Rota y capellán del papa Martín V; contemporáneo del suceso.

## Suceso milagroso
Miguel Molsós narra los hechos que acontecieron:
«Se encontraba la Villa de Ayora sometida a la peste y el hambre en el año 1392. En la mañana del segundo lunes de enero de 1392, una mujer de nombre Liñana tomaba el camino a Jarafuel que distaba de Ayora dos leguas. En el camino se encontró con un bello mancebo que le dijo: "Vuelve a Ayora y di que vengan a este lugar y hagan una rogativa todos los años y la peste y el hambre que asolan Ayora desaparecerá"; la mujer le contesto que no la creerían que qué podía hacer ella que solo era una mujer. En ese momento el mancebo tomó su mano y le escribió en la palma unos caracteres y desapareció. La mujer volvió a Ayora y se lo contó a Clérigos y Jurados y la creyeron. El pueblo fue en procesión al lugar indicado donde hicieron la rogativa y al momento cesó la peste y el hambre en Ayora.»

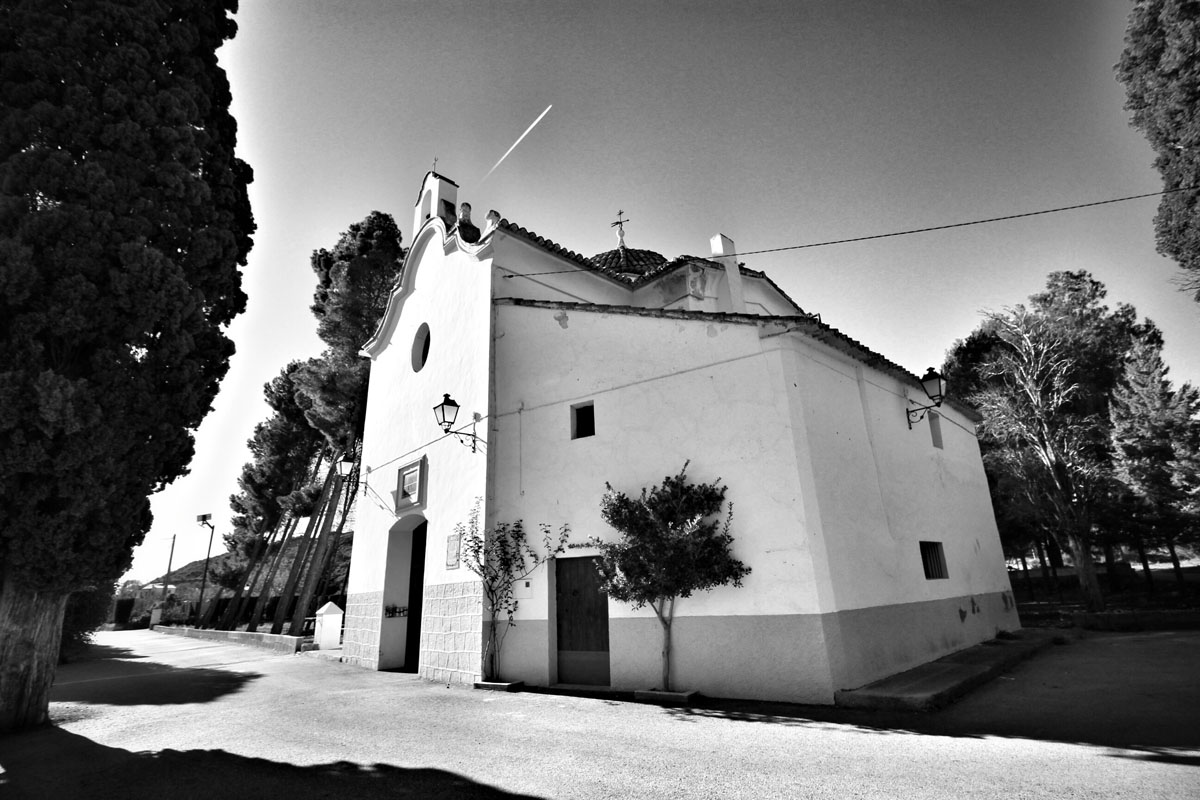
Ermita del Santo Ángel.

## Tradición de Ayora
Desde esa fecha, 1392, la población de Ayora se ha mantenido fiel a su promesa y cada segundo lunes de enero la población peregrina en romería desde el centro de la Villa (con la imagen del Santo Ángel, que el día anterior se ha traído hasta la Iglesia Parroquial), hasta las puertas de la ermita del Santo Ángel donde se realiza la rogativa.

## Festividad
Los actos de la festividad del Santo Ángel son varios, y se inician el sábado anterior al segundo lunes de enero. Ese sábado se realiza la marcha senderista del Camino de la Abuela Liñana. Se trata de una marcha que recorre el camino que discurre entre las poblaciones de Ayora y Jarafuel. Existen dos modalidades: Una marcha larga que consiste en realizar el camino de ida y vuelta entre ambas poblaciones, con salida desde Ayora, cuyo recorrido es de cerca de 21 km; y otra modalidad que consiste en realizar solo el camino de Jarafuel hasta Ayora, de longitud 10 km. Al finalizar el camino se entrega una credencial a los caminantes que lo realizan. También, durante la tarde del sábado, se realiza otra marcha popular de menor recorrido que va desde la población de Ayora hasta la ermita del Santo Ángel.

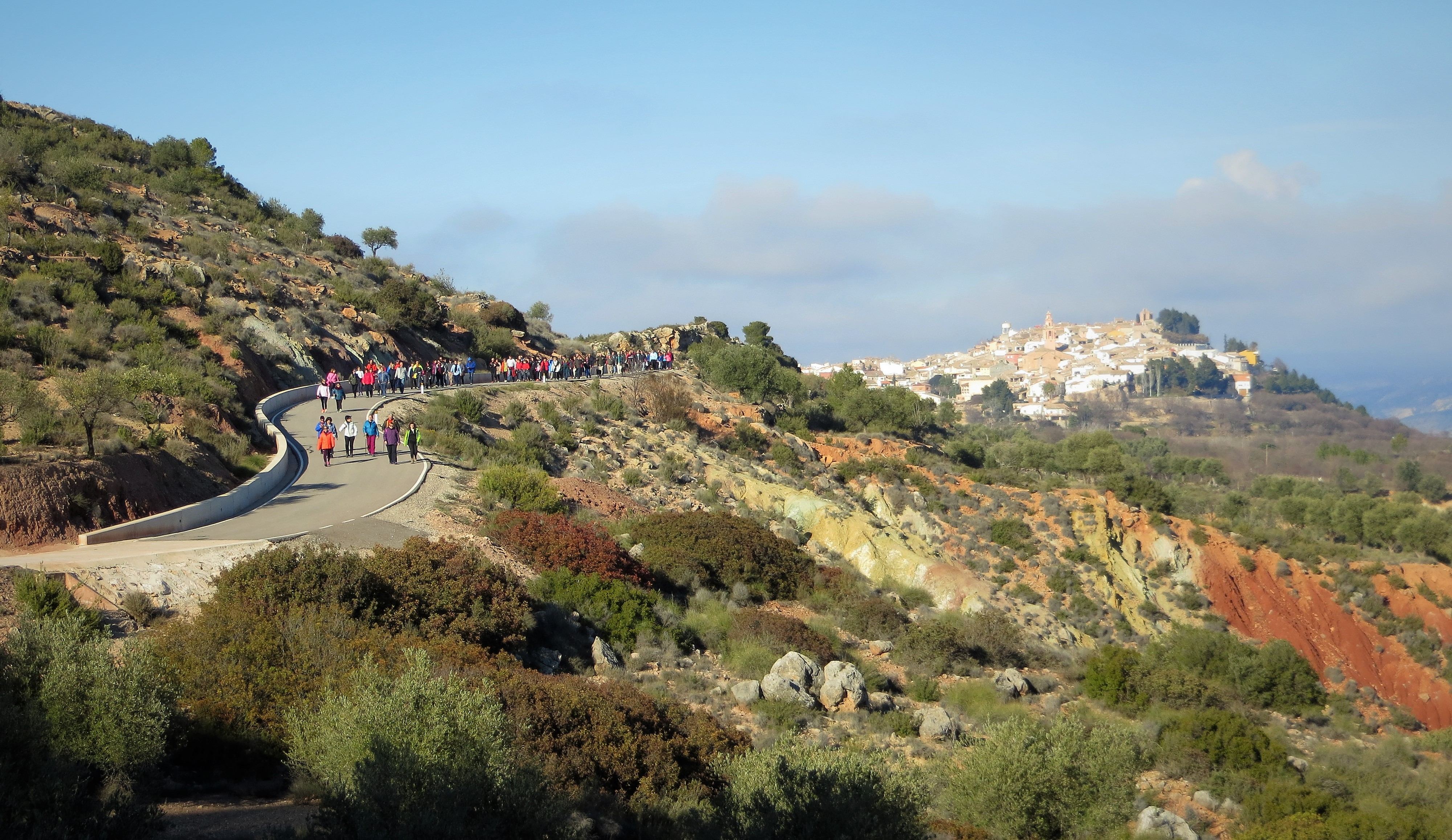
Imagen de la ruta senderista Camino de la Abuela Liñana - Imagen de la salida desde la población de Jarafuel

El domingo por la mañana, tras una misa en la ermita, se realiza el traslado de la imagen hasta la Iglesia de Nuestra Señora de la Asunción para realizar una misa solemne. Por la tarde noche se realizan las solemnes vísperas y posterior a ellas se enciende la hoguera y se tira un castillo de fuegos artificiales. A su vez, los grupos de música tradicional, la rondalla, la pita y el tabalete amenizan con su popular música.
El lunes, día de la festividad del Santo Ángel, se celebra una misa solemne en la parroquia y por la tarde se realiza la romería desde la Iglesia Parroquial hasta la ermita del santo Ángel, donde el pueblo acompaña la imagen hasta su santuario para realizar la rogativa. Ya después es tradicional acudir a la puerta del ayuntamiento para pedir las fiestas y toros de agosto. El alcalde pregunta tres veces al pueblo si quieren toros y al grito de: "Ayorinos, ¿queréis toros? Pues toros tendréis" quedan confirmadas las fiestas de agosto en Ayora.
En este día es tradicional la receta del Ajetao, plato tradicional de la cocina Ayorina.